# Torneo Godó 1994
Il Torneo Godó 1994 è stato un torneo di tennis giocato sulla terra rossa..
È stata la 42ª edizione del Torneo Godó,
che fa parte della categoria Championship Series nell'ambito dell'ATP Tour 1994.
Si è giocato al Real Club de Tenis Barcelona di Barcellona in Spagna, dal 2 al 10 aprile 1994.

## Campioni

### Singolare
Richard Krajicek ha battuto in finale  Carlos Costa con il punteggio di 6–4, 7–6, 6–2

### Doppio
Evgenij Kafel'nikov /  David Rikl hanno battuto in finale  Jim Courier /  Javier Sánchez con il punteggio di 5–7, 6–1, 6–4